# Vamos con todo
Vamos con todo es el segundo EP de la banda chilena de metal experimental Sinergia, que al igual que Canciones de cuando éramos colegiales, también es un disco de covers para rendir homenaje, esta vez, a la música de la década de los 60 y los 70, principalmente de la Nueva Ola Chilena. Hasta el momento, es el primer disco que se dio a conocer en línea a través de Facebook, por etapas, primero su carátula y posteriormente cada uno de los temas que componen el tracklist. Más recientemente, a contar del 26 de marzo de 2012 y con motivo de su triunfo como Mejor Álbum categoría Rock de los premios Altazor, la agrupación ha dispuesto la descarga gratuita del EP a través de un sitio Web especialmente desarrollado para la ocasión, por Bonkó Agencia.

## Lista de canciones
| N.º | Título                                  | Duración |  |
| 1.  | «El modesto» (Juan Carlos Gil)          | 2:36     |  |
| 2.  | «Difícil» (Alan y sus Bates)            | 2:33     |  |
| 3.  | «La pera madura» (Sergio Inostroza)     | 2:21     |  |
| 4.  | «Embustera» (Lucho Zapata / Los Tigres) | 2:50     |  |
| 5.  | «Llora conmigo» (Los Beat 4)            | 3:41     |  |
| 6.  | «Me recordarás» (Luis Dimas)            | 4:36     |  |
| 7.  | «Mucho amor» (Los Ramblers)             | 2:39     |  |

## Arte del disco
El disco Vamos con todo busca hacer referencia clara y directa a la imagen que utilizaban muchas bandas de la época de la nueva ola, sobre todo utilizando letras e imágenes que evocan el trabajo realizado por los beat 4.
El arte de este disco, que contiene con una vitrola y su disco de "vinilo", además de fotos de la época, está desarrollado por Emilio Córdova y Bruno "Brunanza" Godoy.

## Créditos
- "Rodrigo Don Rorro" Osorio- Voz
- Pedro "Pedrales" López - Guitarra
- Pedro Ariel "Arielarko" González - Bajo
- Bruno "Brunanza" Godoy - Batería
- Paul DJ Panoramix Eberhard - Tornamesa, Samplers, Percusiones
- Jaime "Humitas con tomate" García Silva - Sintetizador, Teclados

## Sencillos
- «El modesto» (2010)

## Curiosidades
- Posteriormente al lanzamiento del disco y a la aparición de Sinergia en la Teletón del año 2010, a través de Facebook y de su página oficial se regaló a los fanes un tema más en donde la banda canta junto a Cecilia la canción "Puré de Papas".